# Coleophora preisseckeri
Coleophora preisseckeri é uma espécie de mariposa do gênero Coleophora pertencente à família Coleophoridae.